# Podravske Sesvete
Podravske Sesvete (do roku 1890 pouze Sesvete) je vesnice a správní středisko stejnojmenné opčiny v Chorvatsku v Koprivnicko-križevecké župě. Nachází se asi 11 km jihovýchodně od Đurđevace, 26 km severozápadně od Virovitice a asi 38 km jihovýchodně od Koprivnice. V roce 2011 zde žilo 1 630 obyvatel, přičemž počet obyvatel pravidelně klesá již od roku 1921, kdy zde žilo 3 450 obyvatel. V opčině se nachází pouze jediné sídlo, a to samotné Podravske Sesvete.
Vesnicí procházejí župní silnice Ž2185 a Ž2235. Protékají zde potoky Kopanjek a Rogstrug, blízko je též řeka Dráva a maďarské hranice, přes ty však v této vesnici neexistuje hraniční přechod. Naproti vesnici se nacházejí maďarské obce Bolhó (Bojevo) a Heresznye (Rasinja).